# Comuna Șag, Timiș
Șag este o comună în județul Timiș, Banat, România, formată numai din satul de reședință cu același nume.

## Demografie
Componența etnică a comunei Șag
     Români (84,33%)
     Maghiari (3,17%)
     Alte etnii (2,56%)
     Necunoscută (9,94%)
Componența confesională a comunei Șag
     Ortodocși (73,96%)
     Romano-catolici (7,37%)
     Penticostali (2,81%)
     Baptiști (1,17%)
     Alte religii (3,53%)
     Necunoscută (11,16%)
Conform recensământului efectuat în 2021, populația comunei Șag se ridică la 5.303 locuitori, în creștere față de recensământul anterior din 2011, când fuseseră înregistrați 3.009 locuitori. Majoritatea locuitorilor sunt români (84,33%), cu o minoritate de maghiari (3,17%), iar pentru 9,94% nu se cunoaște apartenența etnică. Din punct de vedere confesional, majoritatea locuitorilor sunt ortodocși (73,96%), cu minorități de romano-catolici (7,37%), penticostali (2,81%) și baptiști (1,17%), iar pentru 11,16% nu se cunoaște apartenența confesională.

## Politică și administrație
Comuna Șag este administrată de un primar și un consiliu local compus din 15 consilieri. Primarul, Flavius-Alin Roșu[*], de la Partidul Social Democrat, este în funcție din 2016. Începând cu alegerile locale din 2024, consiliul local are următoarea componență pe partide politice:
|  | Partid                                 | Consilieri | Componența Consiliului | Componența Consiliului | Componența Consiliului | Componența Consiliului | Componența Consiliului | Componența Consiliului | Componența Consiliului | Componența Consiliului | Componența Consiliului |
|  | -------------------------------------- | ---------- | ---------------------- | ---------------------- | ---------------------- | ---------------------- | ---------------------- | ---------------------- | ---------------------- | ---------------------- | ---------------------- |
|  | Alianța pentru Șag                     | 9          |                        |                        |                        |                        |                        |                        |                        |                        |                        |
|  | Uniunea Democrată Maghiară din România | 2          |                        |                        |                        |                        |                        |                        |                        |                        |                        |
|  | Partidul Național Liberal              | 2          |                        |                        |                        |                        |                        |                        |                        |                        |                        |
|  | Uniunea Salvați România                | 1          |                        |                        |                        |                        |                        |                        |                        |                        |                        |
|  | Alianța pentru Unirea Românilor        | 1          |                        |                        |                        |                        |                        |                        |                        |                        |                        |